# مجله هفتگی رمز و رازهای تاریخ
مجله هفتگی رمز و رازهای تاریخ (به ژاپنی: 週刊 歴史のミステリー) یک مجله هفتگی است که توسط - د آگوستینی. ژاپن به صورت مجله تمام رنگی برای اولین بار از سال ۲۰۰۸ تا ۲۰۰۹ میلادی در روزهای سه شنبه در ژاپن انتشار یافته‌است. این مجله در سال ۲۰۱۲ تجدید چاپ شده‌است.